# Küsten
Küsten é um município da Alemanha localizado no distrito de Lüchow-Dannenberg, estado da Baixa Saxônia.
Pertence ao Samtgemeinde de Lüchow.